# Sandra Záhlavová
Sandra Záhlavová (* 10. Oktober 1985 in Plzeň, damals ČSSR) ist eine ehemalige tschechische Tennisspielerin.

## Karriere
Záhlavová gewann im Einzel zwölf Turniere auf dem ITF Women’s Circuit. Ihre größten Erfolge auf der WTA Tour feierte sie 2010 mit dem Einzug ins Viertelfinale der drei zur Kategorie International zählenden Turniere in Bogotá (Zweisatzniederlage gegen die topgesetzte Gisela Dulko), ’s-Hertogenbosch (Zweisatzniederlage gegen Andrea Petković) und Bad Gastein (Zweisatzniederlage gegen Timea Bacsinszky).
Ihr bestes Abschneiden bei einem Grand-Slam-Turnier erzielte sie 2010, als sie bei den Australian Open die zweite Runde erreichte, in der sie Marion Bartoli unterlag. 2011 stand sie dort noch einmal in Runde zwei.
Im Doppel konnte Záhlavová neun ITF-Titel verbuchen. Ab November 2012 ist sie im Doppel nicht mehr angetreten. Ein Jahr später hatte sie bei einem ITF-Turnier in Polen ihren letzten Auftritt auf der Damentour.

## Persönliches
Sandra Záhlavová ist die Cousine des tschechischen Tennisspielers Jakub Záhlavá.

## Turniersiege

### Einzel
| Nr. | Datum              | Turnier        | Kategorie   | Belag             | Finalgegnerin      | Ergebnis       |
| --- | ------------------ | -------------- | ----------- | ----------------- | ------------------ | -------------- |
| 1.  | 7. November 2004   | Rom-Canottieri | ITF $10.000 | Sand              | Stefania Chieppa   | 5:7, 6:2, 6:3  |
| 2.  | 29. August 2005    | Bielefeld      | ITF $10.000 | Sand              | Franziska Etzel    | 3:6, 6:1, 7:5  |
| 3.  | 25. September 2005 | Tiflis         | ITF $25.000 | Sand              | Ana Timotic        | 6:0, 6:3       |
| 4.  | 17. September 2006 | Gliwice        | ITF $25.000 | Sand              | Tatjana Malek      | 6:4, 6:0       |
| 5.  | 28. Dezember 2008  | Neu-Delhi      | ITF $50.000 | Hartplatz         | Bojana Jovanovski  | 6:4, 6:3       |
| 6.  | 12. Juli 2009      | Zagreb         | ITF $75.000 | Sand              | Dominika Cibulková | 6:1, 7:64      |
| 7.  | 22. November 2009  | Opole          | ITF $25.000 | Teppich           | Ana Jovanović      | 6:0, 6:2       |
| 8.  | 21. Oktober 2010   | Trnava         | ITF $25.000 | Sand              | Lenka Juríková     | 2:6, 6:3, 6:1  |
| 9.  | 21. November 2010  | Opole          | ITF $25.000 | Teppich           | Magda Linette      | 5:7, 7:64, 6:4 |
| 10. | 9. September 2012  | Alphen         | ITF $25.000 | Sand              | Lesley Kerkhove    | 7:5, 7:65      |
| 11. | 25. November 2012  | Vendryne       | ITF $15.000 | Hartplatz (Halle) | Renata Voráčová    | 7:65, 6:0      |
| 12. | 10. Februar 2013   | Grenoble       | ITF $25.000 | Hartplatz (Halle) | Maryna Zanevska    | 6:4, 5:7, 6:2  |

### Doppel
| Nr. | Datum              | Turnier          | Kategorie   | Belag     | Partnerin          | Finalgegnerinnen                    | Ergebnis       |
| --- | ------------------ | ---------------- | ----------- | --------- | ------------------ | ----------------------------------- | -------------- |
| 1.  | 20. Juni 2004      | Kędzierzyn-Koźle | ITF $10.000 | Sand      | Iveta Gerlová      | Katerina Herth Oksana Ljubzowa      | 6:3, 6:1       |
| 2.  | 18. Juli 2004      | Monteroni        | ITF $10.000 | Sand      | Valentina Sulpizio | Matea Mezak Nadja Pavic             | 7:5, 4:6, 7:65 |
| 3.  | 26. September 2004 | Volos            | ITF $10.000 | Teppich   | Eva Válková        | Alice Balducci Cristina Celani      | 7:67, 6:1      |
| 4.  | 20. Februar 2005   | Biberach         | ITF $10.000 | Hartplatz | Lucie Hradecká     | Kristina Barrois Stefanie Weis      | 5:7, 6:2, 7:5  |
| 5.  | 20. März 2005      | Rom-Borghesiana  | ITF $10.000 | Sand      | Valentina Sulpizio | Raffaella Bindi Stefania Chieppa    | 7:5, 6:4       |
| 6.  | 20. März 2005      | Rom-Parioli      | ITF $10.000 | Sand      | Valentina Sulpizio | Raffaella Bindi Stefanie Haidner    | 7:5, 5:7, 6:1  |
| 7.  | 17. April 2005     | Civitavecchia    | ITF $25.000 | Sand      | Lucie Hradecká     | Gabriela Niculescu Monica Niculescu | 6:4, 6:3       |
| 8.  | 23. Oktober 2005   | Saint-Raphaël    | ITF $50.000 | Hartplatz | Lucie Hradecká     | María Emilia Salerni Meilen Tu      | 4:6, 6:4, 7:5  |
| 9.  | 21. Mai 2006       | Caserta          | ITF $25.000 | Sand      | Petra Cetkovská    | Silvia Disderi Valentina Sulpizio   | 6:2, 6:0       |